# Charles Colonna d'Istria
 (août 2017).
Si vous disposez d'ouvrages ou d'articles de référence ou si vous connaissez des sites web de qualité traitant du thème abordé ici, merci de compléter l'article en donnant les références utiles à sa vérifiabilité et en les liant à la section « Notes et références ».
Charles Colonna d'Istria est un compagnon de la Libération né le 21 juillet 1911 à Sollacaro et mort le 7 septembre 1991 à Ajaccio.

## Biographie
Licencié de droit et diplômé de l'École nationale de la France d'outre-mer, il devient administrateur de la France d'Outre-mer en poste en Afrique Équatoriale Française (AEF) après son service militaire.
Engagé le 2 septembre 1939 à Brazzaville, il commande le 8e Compagnie de Dépôt au Régiment de tirailleurs sénégalais du Tchad (RTST), puis passe chef de section à la 1re Compagnie.
Le 26 août 1940, après avoir tenté de passer lui-même en colonie anglaise pour répondre à l'Appel du 18 juin 1940, Colonna d'Istria rallie au général de Gaulle le territoire dont il est l'administrateur au Tchad. Il rejoint le 1er Bataillon de marche de l'AEF en mars 1941 et reprend le commandement de sa compagnie sous le feu, à la mort de son chef, lors de la campagne de Syrie.
Capitaine en septembre 1941, il devient adjoint au Gouverneur militaire du Fezzan et rejoint l'état-major du général Leclerc, avant de rejoindre l'état-major de la 2e DFL, puis d'être détaché au commissariat aux Colonies à Alger.
Engagé dans les commandos de France en juin 1944, il est détaché au cabinet du ministre de la France d'Outremer en octobre suivant.
Après la Libération, il devient inspecteur général du travail en AEF puis en AOF, avant de devenir conseiller technique au cabinet du ministre des armées de 1960 à 1965, puis trésorier-payeur général dans le département des Hautes-Pyrénées puis dans celui du Gard, jusqu'en 1975.
Par ailleurs, de 1965 à 1971, il est maire de Sollacaro.

## Décorations
- Commandeur de la Légion d'honneur
- Compagnon de la Libération par décret du 4 juillet 1944
- Croix de guerre 1939–1945